# Hara-Kiri (revista)

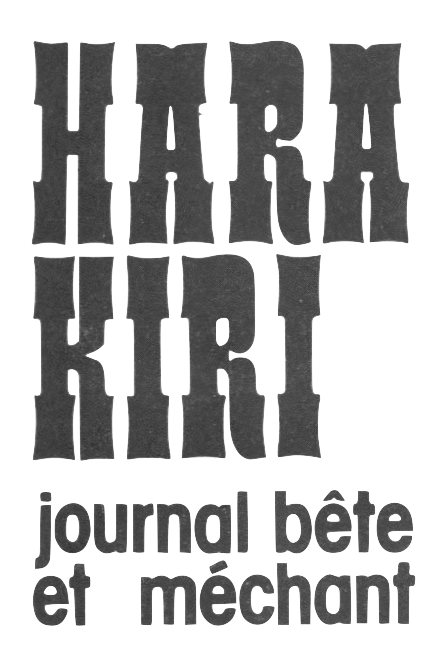
Logo de la revista Hara Kiri

Hara-Kiri fue una revista satírica francesa, creada en septiembre de 1960. Colaboraron en ella Professeur Choron, Cabu, Delfeil de Ton, François Cavanna, Fournier, Chenz, Fuchs, Gébé, Melvin, Reiser, Topor, Georges Wolinski, Fred, Willem, Jean-Marie Gourio, Vuillemin, Kamagurka, Hugot, Berroyer y Gilles Nicoulaud. Contó también una versión española en 1980.

## La edición francesa
Hara-Kiri fue creada con la iniciativa de François Cavanna y del professeur Choron entre otros. Esta publicación satírica de tendencia cínica, a veces libertina, se benefició de un discreto apoyo televisivo por parte del director Jean-Christophe Averty (en la emisión de Les raisins verts) y conoció un éxito relativamente importante en Francia, con una historia rica en publicidad radiofónica provocadora («si no lo puede comprar, róbelo») y entrecortado con algunas prohibiciones.
La revista al principio se vendió por la calle para posteriormente aterrizar en los kioscos al término de ese mismo año. Una carta furiosa llegó un día a los lectores, que dice esencialmente: «son tontos. Y no solo son tontos, sino también son malos». El subtítulo de la revista se adoptó inmediatamente: «Hara-Kiri, revista tonta y mala». En cada número, el professeur Choron (la sede esta en la calle Choron 4) propondrá el juego tonto y malo del mes.
Fue prohibida dos veces, en 1961 y en 1966. En febrero de 1969, Hara-Kiri crea, sin suprimir la revista mensual, un semanal al que llama Hara-Kiri Hebdo. Cavanna indica en su editorial que el objetivo es tratar mejor la actualidad y que la publicación debería llamarse Vite fait, vite lu (hecha rápido, leída rápido) o Hara-Kiri vite fait (Hara-Kiri rápido hecha). La publicación se vende en los kioscos (y algunas veces por la calle, en el boulevard Saint Michel para vender los números prohibidos en kiosco bien en 1969 como en 1970) por un franco, precio modesto que contribuyó a su éxito. Este primer número prohibido muestra al ya famoso hombrecito Wolinski partirse de risa mientras cita diversos temas, entre los que se encuentra los «colgados de Bagdad». En mayo de 1969 la revista cambia de nombre para convertirse en L'hebdo Hara-Kiri.

## La edición española
Fue editada por editorial Amaika, que albergó en ella un material mucho más libidinoso que en El Papus.
| Aparición | Números | Título                      | Autoría | Comentario |
| --------- | ------- | --------------------------- | ------- | ---------- |
| 1980      | 1       | La saga del macho hispánico | Sappo   |            |